# Меліна Асланіду
Меліна Асланіду (грец. Μελίνα Ασλανίδου, справжнє ім'я Сімела Сарасланіду (грец. Συμέλα Σαρασλανίδου; 28 серпня 1974, Штутгарт, Німеччина)  — грецька співачка.

## Біографія
Меліна Асланіду народилася в Штутгарті, але незабаром її родина повернулася до  Греції. Дитинство Меліни пройшло в місті Янниця. У ранньому віці вона співала в хорі міста Янниця. Там вона познайомилася з  понтійської,  візантійською і традиційної музикою  Фракіі. Під час навчання в школі брала активну участь в організації хорових і театральних вистав. У віці вісімнадцяти років Асланіду їде вчитися в Салоніки, де вивчає мікробіологію. 1995 року починає співати в музичних студентських колективах.
Протягом наступних трьох років співає у гурті «Εμπρός Εμείς». 1999 року гурт бере участь у WOMAN (World of Music, Arts and Dance) фестивалі у Берліні. 2001 року продюсер Йоргос Ківелос пропонує гурту записати диск. Диск вийшов під назвою «Το παρελθόν θυμήθηκα», пісня «Τι σου 'κανα και πίνεις» (композитор Міміс Плессас, текст — Лефтеріс Пападопулос) мала величезний успіх. 2002 року Меліна покидає гурт і вирушає до  Афін, де взимку 2002 року співпрацює з  Йоргосом Даларасом на сцені «Ζυγό». Влітку 2002 року виступає в Греції та за кордоном (Берлін і Будапешт). Наступної зими Меліна знову співає з Йоргосом Даларасом на сцені «Ζυγό».
В квітні 2003 року вийшов перший сольний альбом Меліни «Το Πέρασμα». Поряд з випуском альбому Меліна Асланіду готується супроводжувати  Дімітру Галані на гастролях по містам Греції, а 9 липня бере участь в концерті на честь Вангеліса Перпініадіса в Театрі Лікавіт, який був організований журналом «Difono». З листопада 2003 — по січень 2004 року Асланіду робить її перші персональні виступи в різних містах Греції і в Афінах (клуб GAGARIN 205).
Взимку 2004 року співає з Арванітакі в «VOX» в Афінах, а потім в «FIX» в Салоніках разом з Яннісом Котсірасом і  Раллією Христиду. Влітку того ж року бере участь у багатьох музичних подіях, найбільш важливою подією є її участь в концерті, присвяченому пам'яті великої грецької співачки Вікі Мосхоліу. Концерт відбувався в Театрі імені Меліни Меркурі (грец. θέατρο Βράχων Μελίνα Μερκούρη), в ньому взяли участь 10 провідних грецьких співачок, серед яких: Марінелла, Харіс Алексіу, Дімітра Галані, Елефтерія Арванітакі, Глікерія. Влітку 2005 року, через два роки після свого дебютного альбому, «The Passing», Меліна випускає CD сингл «3 ευχές», да якого увійшли три пісні  Антоніса Вардіса на вірші Вікі Геротодору. В зиму 2006—2007 року Меліна виступає на сцені «Σφεντόνα» разом з Костасом Македонасом, Дімітрісом Басісом.
Влітку відбувся тур Меліни Асланіду і Дімітріса Басіса містами Греції, він розпочався 25 травня на Корфу і закінчився концертом на  Евбеї 18 серпня 2012 року.
20 жовтня 2012 року Меліна взяла участь в великому концерті  Костаса Македонаса в  Швейцарії, в театрі «Stadtcasino», в  Базелі. Взимку 2012—2013 року Меліна продовжує співпрацю з Дімітрісом Басісом на сцені TAS Stage. З 14 червня 2013 року Асланіду виступає на сцені Thalassa People's Stage поруч з  Антонісом Ремосом.

## Дискографія
- 2003 — Το πέρασμα
- 2005 — Παιχνίδι είναι
- 2007 — Ψηλά τακούνια
- 2008 — Στο δρόμο
- 2011 — Το κρύο και η μοναξιά (сингл)
- 2012 — Δεν έχω διεύθυνση (сингл)